# علم المعلومات
علم المعلومات هو مجال أكاديمي يهتم في المقام الأول بتحليل المعلومات وجمعها وتصنيفها ومعالجتها وتخزينها واسترجاعها ونقلها ونشرها وحمايتها. يدرس الممارسون داخل وخارج هذا المجال تطبيق واستخدام المعرفة في المنظمات بالإضافة إلى التفاعل بين الأشخاص والمنظمات وأي أنظمة معلومات موجودة بهدف إنشاء أو استبدال أو تحسين أو فهم أنظمة المعلومات.

## التطور الكبير في المعاملة المعلوماتية
يعرّف بعض العلماء الذكاء بأنه القدرة على تخزين المعلومات وتحليلها واستخدامها في حل المشكلات. ومن هنا يمكن القول بأنه باختراع الحاسوب والمعالج الدقيق استطاع الإنسان اختراع الذكاء الصناعي. وقد بدأ هذ التطور باختراع جهاز كولوسس الذي اخترعه العلماء الإنجليز ليكسروا به شفرة الاتصال للقيادة العسكرية الألمانية خلال الحرب العالمية الثانية. ساعدهم هذا الاختراع الذي كان يعمل بنحو 1500 من الصمامات الإلكترونية وكانت سعته نحو 1 ميجابات على الانتصار في الحرب.
- باختراع الترانزيستور في الخمسينيات من القرن الماضي، أمكن إنتاج على سبيل المثال IBM 1130 و DEC-PDP-10 ds ،fsum بسعة تصل إلى نحو 3000 ميجابايت.
- عمل التقدم على تصغير الترانزيستور ودمجه في الدارات المتكاملة أواسط السبعينيات من القرن الماضي إلى قفزات في زيادة السعة فوصلت عام 1980 إلى نحو 100 ميجابايت. من نواتج هذا التطور آلات مثل IBM PC، Compaq، Deskpro 386.
- تتابع التقدم في تصغير المعالج الدقيق وأنتجت Pentium PC، Pentium II PC، Power Mac G4 وهي تؤدي نحو عشرة مليارات عملية في الثانية وذلك في عام 2000.
- تقترب آلات حديثة مثل Mac pro وNvidia Tesla وGBU وتبلغ قدرتها نحو مئة مليار عملية حسابية في الثانية من قدرة دماغ الفأر.
- من المتوقع أن تصل قدرة الآلة الحاسبة إلى قدرة دماغ الإنسان (نحو مليار مليار نويرون) عام 2023.
- إذا تواصل هذا المعدل في الزيادة فمن المتوقع أن تفوق آلة فائقة من هذا النوع القدرة الإجمالية لمجموع الإنسانية عام 2045، (1×1026 عملية في الثانية) Floating-point operation per second.

## الذكاء الصناعي والدماغ البشري
أنجزت السنوات الأخيرة بعض الآلات التي تحتوي على الذكاء الصناعي لمقارنتها بقدرة الدماغ الإنساني، ومن تلك الاختبارات:
- تغلبت آلة IBM Deep Blue على بطل العالم في لعبة الشطرنج عام 1997 في ستة مباريات.
- أجريت مسابقة بين اثنين من الفائزين المشهورين -هما كين جينينغز وبراد روتر- في مجال المعرفة وكان المنافس لهما آلة IBM Watson في يناير وفي 14 فبرير عام 2011. وأجابت اللآلة الإجابات الصحيحة وهزمت الرجلين. ومما يلفت النظر أن الآلة كانت تفهم السؤال، وتعطي إجابة واحدة صحيحة، ولم تكن بالطريقة المعتادة التي تطرح آلة البحث فيها عشرات وأحيانا مئات الإجابات.

## مقارنة بين الدماغ والعقل الصناعي
كثيرا ما تجرى مقارنة بين قدرة الحاسوب وقدرة الدماغ البشرية. ومنذ أن عرف الدماغ بأنه مقر التفكير والحساب فبدأ بعض الناس مقارنتها بأجهزة مثل الآلة البخارية أو التلغراف، كما اجريت بعض المقارنات بين طريقة عمل الحاسوب وطريقة عمل الدماغ. وفي الواقع أن العلماء في سبيل تطوير الحاسوب وأجزائه بحيث يعمل بنفس طريقة النيرونات في الدماغ أو التوصل بالاقتباس منها إلى معاملة معلوماتية ذكية، كما في حالة Blue Brain. ويبدو أنه يوجد مجال بأن تعطي الدماغ كمركز للتفكير وإنتاج العلوم أن تعطي شكلا بنائي يمكن تقليده في بناء الحاسوب الذكي. وتطبق بالفعل الشبكات النيرونية الصناعية في تنظيم الذكاء الصناعي.

## القدرة الحسابية واستهلاك القدرة
تبين المقارنة بين الحاسوب الحديث والدماغ بتفوق الدماغ من وجهة حسن استغلالة للطاقة. فبينما يستطيع الدماغ البشري إجراء بين 1013 إلى 1016 عملية «حسابية» في الثانية وتستهلك في ذلك 15 إلى 20 وات من الطاقة الكيميائية، يستطيع الحاسوب الكبير BlueGene/L IBM بعدد 3,6·1014 في الثانية وذلك بضعف درجة الدقة ولكنها تستهلك لذلك نحو 2و1 ميجاوات من الكهرباء.
ومن وجهة أخرى يقوم (Teraflop-Chip (Terascale من شركة إنتل ذو 80 نواة معامل إلكتروني بعدد 1012 من العمليات الحسابية ويستهلك لذلك 85 وات، أي تستهلك آلة الذكاء الصناعي طاقة أكبر 50 إلى 5000 مرة من الطاقة التي تحتاجها الدماغ البشرية.
وتتميز عملية الحساب في الدماغ بميزة الوصلات المتوازية التي تعمل سويا وهي ليست بالسرعة العالية لاجراء العمليات الحسابية. وتعمل النيرونات الصناعية نحو 100.000 مرة أسرع من نيرونات الدماغ البشرية. وفوق ذلك فإن احتمال الخطأ في عمليات الحاسوب تكون أقل من الخطأ في حساب الدماغ حيث يتم العمليات الحسابية في الحاسوب بالطريقة الرقمية.